# Знак Союзу гетьманців-державників
Зна́к Сою́зу ге́тьманців-держа́вників — відзнака, яка вручалась членам еміграційного об'єднання прихильників Гетьманату «Союзу гетьманців-державників» із 1920 року.

## Історія виникнення

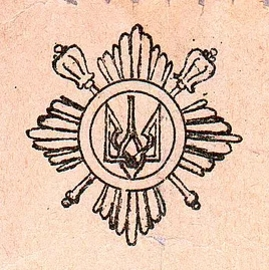
«Сердюцька зоря» — кокарда Сердюцької дивізії, введена наказом Військового міністерства Української Держави № 464 від 31 серпня 1918 року

Відомий лише за невідомою фотографією, яка опублікована у книзі Бориса Монкевича. Відомості щодо знаків у колекціях чи музеях є невідомими. 
Сам автор вказує на те, що цей знак виготовлено у післявоєнний період кінця 1940—1950-х років. Скоріше за все, відзнака використовувалась колишніми учасниками «Союзу гетьманців-державників».

## Опис
У середині відзнаки тризуб із хрестом, що символізує українську монархію та її послідовників. Середина знака наведена на ««сердюцьку зорю», тобто кокарду, яка була створена влітку 1918 року для Сердюцької дивізії, гвардії Павла Скоропадського.
Девіз знака «За Вільну Державну Україну» вказує на належність до організації Союзу гетьманців-державників.
У стрічці вказано 1920 рік, який символізує початок створення організації. 